# Loris Benito
Loris Benito Souto, född 7 januari 1992, är en schweizisk fotbollsspelare.

## Klubbkarriär
Den 2 juli 2019 värvades Benito av franska Bordeaux, där han skrev på ett treårskontrakt. Den 31 augusti 2021 lämnade Benito klubben.

## Landslagskarriär
Benito blev den 1 september 2014 för första gången uttagen i Schweiz A-landslag. Debuten gjorde han dock inte förrän den 14 november 2018 i en 0–1-förlust mot Qatar.